# Tota pulchra es (Bruckner)
Tota pulchra es, WAB 46, ist eine Motette von Anton Bruckner.

## Geschichte
Das Werk, das am 30. März 1878 komponiert wurde zwischen den Sinfonien 5 und 6, vertont die Antiphon Tota pulchra es Maria. Es wurde am 4. Juni 1878 in der Votivkapelle des neuen Doms der Unbefleckten Empfängnis zum Gedenken an den 25. Jahrestag von Franz Joseph Rudigier als Bischof von Linz aufgeführt.
Die Handschrift befindet sich in der Österreichischen Nationalbibliothek. Das Widmungsexemplar wird im Archiv des neuen Doms aufbewahrt. Die Motette wurde zusammen mit dem Ave Maria, WAB 6, von Emil Wetzler, Wien im Jahre 1887 publiziert. Es ist in Band XXI/27 der Gesamtausgabe herausgegeben.

## Musik
Das 80-Takte umfassende Stück, das für Tenor solo, Chor und Orgel besetzt ist, ist hauptsächlich im phrygischen Modus gehalten, mit einigen entfernten enharmonischen Modulationen.
Im ersten Teil (Takte 1–16) führen der Solist und der Chor einen Dialog a cappella. Im zweiten Teil (Takte 17–36), der vom Solisten mit der Orgel mit Tu gloria Jerusalem mit fortissimo beginnt, wird der Chor auf 9 Stimmen aufgeteilt. Im dritten Teil (Takte 37–52), der mit O, Maria beginnt, führen der Solist und der Chor wie im ersten Teil einen Dialog a cappella. Im letzten Teil, der wie im zweiten Teil vom Solisten mit der Orgel auf Ora pro nobis beginnt, geht der Chor auf diminuendo bis zum Ende in pianissimo.

## Diskografie
Bruckners Tota pulchra es wurde erstmals 1929 von Ludwig Berberich mit dem Münchner Domchor 1929 aufgenommen (78/min: Polydor/Grammophon 27119)
Eine Auswahl der rund 40 Aufnahmen:
- Eugen Jochum, Bavarian Radio Symphony Orchestra & Choir: Bruckner: Symphony No.4, Motets – LP: DG 139134/5, 1966
- Hans Zanotelli, Philharmonia vocal-ensemble Stuttgart: Anton Bruckner, Lateinische Motetten – CD: Calig CAL 50 477, 1979
- Matthew Best, Corydon Singers: Bruckner: Motets – CD: Hyperion CDA66062, 1982
- Elmar Hausmann, Capella Vocale St. Aposteln Köln: Anton Bruckner, Missa solemnis in B, Motetten – LP: Aulos AUL 53 569, 1983
- Wolfgang Schäfer, Freiburg Vocal Ensemble: Anton Bruckner: Motetten – CD: Christophorus 74 501, 1984
- Herbert Böck, Concentus Vocalis Wien: Bruckner: Motetten; Distler: Totentanz – CD: Koch Schwann 317 008 H1, 1988
- Wolfgang Mayrhofer, Linzer Jeunesse Chor: Tota pulchra – CD: Ausgabe des Chores, 2005
- Michael Stenov, Cantores Carmeli: Benefizkonzert Karmelitenkirche Linz – CD/DVD herausgegeben vom Chor, 2006, and on YouTube.[8]
- Erwin Ortner, Arnold Schoenberg Chor: Anton Bruckner: Tantum ergo – CD: ASC Edition 3, herausgegeben vom Chor, 2008